# Baldur Preiml
Baldur Preiml, född 8 juli 1939 i Greifenburg, Kärnten, död 27 januari 2025 i Spittal an der Drau, Kärnten, var en österrikisk backhoppare, tränare och idrottsledare.

## Karriär
Baldur Preiml var bättre än sina klasskamrater i grundskolan Gmünd i backhoppning. Han kom snart på pallen i distriktsmästerskapen i Gmünd. 1958 vann Preiml österrikiska ungdomsmästerskapen och 1959 blev han nationell junior-mästare. Han debuterade i landslaget säsongen 1959/1960 och startade i tysk-österrikiska backhopparveckan 30 december 1959 i Oberstdorf. Han blev nummer 13 i debut-tävlingen. Sin första internationella seger tog han i St. Moritz i Schweiz 1963. Han vann en deltävling i backhopparveckan 6 januari 1964 i Bischofshofen och blev nummer tre sammanlagt i hoppveckan 1963/1964.
Vid Olympiska vinterspelen 1964 på hemmaplan i Innsbruck, blev Baldur Preiml nummer 13 i normalbacken och nummer 18 i stora backen. Under Olympiska vinterspelen 1968 i Grenoble i Frankrike, startade backhoppstävlingarna i normalbacken, i Le Claret-backen i Autrans. Baldur Preiml hoppade 80,0 meter i första omgången, tävlingens längsta hopp. Bara Jiří Raška från dåvarande Tjeckoslovakien var bättre i första omgången. Raška höll undan för Preiml (3,9 poäng före) i andra omgången och blev olympisk mästare. Österrikiska lagkamraten Reinhold Bachler passerade Preiml och tog silvermedaljen (1,6 poäng före Preiml), men Baldur Preiml höll undan för Bjørn Wirkola från Norge (som var dubbel världsmästare från Skid-VM i Oslo två år tidigare) och vann bronsmedaljen med en marginal på 0,6 poäng. I stora backen blev Baldur Preiml nummer 48.
Strax efter OS-1968 avslutade Preiml sin aktiva backhoppningskarriär.

## Senare karriär
I perioden 1970 - 1976 arbetade Baldur Preiml som lärare vid skidgymnasiet i Stams i Imst i Tyrolen. Han undervisade i historia och tränade backhoppningsgruppen med utövare som till exempel Karl Schnabl, Rupert Gürtler och Alfred Pungg som alla tillhörde den första gruppen elever som upptagits i skolan. Nästa år startade bland andra Toni Innauer och Alois Lipburger. 
Preiml inspirerades och studerade östtyskarnas träningsmetoder. DDR var den gången ledande inom backhoppningen. Från 1974 styrde Baldur Preiml österrikiska backhoppningslaget mot världstoppen. Backhoppare som Toni Innauer, Karl Schnabl, Alois Lipburger, Willi Pürstl, Hubert Neuper och Armin Kogler tränades av Preiml och var en del av österrikiska "backhoppingsunderet" på 1970-talet och första hälften av 1980-talet.
I perioden 1987 - 1991 var Baldur Preml ledare för Bundesministerium für Unterricht, Kunst und Sport (svenska: Förbundsministerium för undervisning, konst och sport).

## Utmärkelser
- 1996: Goldenes Verdienstzeichen der Republik Österreich